# Коломєйцева-Гайдай Ірина Вікторівна
Ірина Вікторівна Коломєйцева, у шлюбі Коломєйцева-Гайдай (нар. 23 квітня 1979, Одеса, УРСР) — українська гонщиця, засновниця команди Tsunami RT.

## Біографія
Ірина Коломєйцева народилася 23 квітня 1979 року в Одесі. Закінчила факультет цивільної та господарської юстиції Одеської національної юридичної академії.
З 2003 року професійно займається автоспортом, стає одною з найкращих українських штурманів. Закінчила Porsche Sport Driving School Italy літню і зимову програми в 2013 році. Пройшла навчання у Євгена Васіна (Карелія — лід, Греція — гравій), штурман Олексій Щукін. Обидва переможці Кубка Європи.
У 2011—2012 роках брала участь в Литовському ралійному чемпіонаті із Бенедіктасом Ванагасом.
У 2012 році Ірина Коломєйцева зайняла 4-е місце в класі N4 на Етапі Чемпіонату світу з ралі в Швеції.
Одружена з Олександром Гайдаєм, колегою по команді Tsunami RT.
Доберман Amigo Ірини Коломєйцевої-Гайдай має безліч чемпіонських нагород.

## Команда Tsunami RT
У 2007 році Ірина Коломєйцева заснувала команду Tsunami RT, в якій спочатку виступала і сама.
На старті сезону команда була представлена двома екіпажами, заявленими в різних класах — А3 (автомобілі з приводом на одну вісь і робочим об'ємом двигуна до 2000 куб. см, включаючи кіт-кари) та У2 (національний клас для монопривідної техніки, представлений переважно автомобілями ВАЗ-2108 різного рівня підготовки).
Основною ударною силою Tsunami Rally Team був одеський дует Ігоря Сторчака та Ірини Коломєйцевої на Lada 112 Kit Car (з 1,6-літровим двигуном), він відразу став одним з фаворитів класу А3.
Ірина Коломєйцева-Гайдай займається управлінською діяльністю команди на директорській посаді.
Під її керівництвом Tsunami RT стає офіційною командою Porsche Carrera Cup.
У 2015 році на змаганнях за команду виступають 2 пілоти: Олександр Гайдай та Ком Ледогар.
В команді працюють представники 6 країн — України, Франції, Греції, Італії, Росії та Німеччини.
Команда виступає відразу в двох серіях PCCI & PCCF.
У 2015 році Команда стала Чемпіоном PCCI.